# میزنا
میزنا (به لاتین: Miedzna) یک روستا در شرق لهستان است که در گمینا میزنا واقع شده‌است. میزنا ۱٬۴۰۰ نفر جمعیت دارد.